# 豊橋鉄道渥美線
渥美線（あつみせん）は、愛知県豊橋市の新豊橋駅から田原市の三河田原駅までを結ぶ豊橋鉄道の鉄道路線である。
渥美半島に延びる鉄道で、同半島の城下町として発展した田原市や開発が進む沿線からの豊橋などへの通勤・通学路線となっている。三河田原駅で豊鉄バスの伊良湖岬方面とのバスと連絡している。
本記事では、かつてこの路線を運営していた渥美電鉄（名古屋鉄道に合併）についても述べる。

## 路線データ
- 路線距離（営業キロ）：18.0km
- 軌間：1067mm
- 駅数：16駅（起終点駅含む）
- 複線区間：なし（全線単線）
- 電化区間：全線電化（直流1500V）
- 閉塞方式：自動閉塞式（特殊）
- 保安装置：名鉄式ATS（M式ATS）
- 最高速度：70km/h[3]

## 歴史
渥美半島を縦貫する鉄道を敷設する動きは、第15師団が豊橋に設置（1907年11月高師村に移駐）されたころから計画された。日本軌道雨宮敬次郎の後援で、渥美郡の有志12名が渥美軌道株式会社（資本金30万円）を組織し、1909年に軽便鉄道（軌道）敷設特許願を提出した。同年に有志5名により参宮鉄道汽船会社（資本金60万円）も設立されたが、豊橋 - 田原 - 福江間の鉄道、伊勢神宮・鳥羽への汽船の計画は実現せず、免許も失効した。
1918年にこれらの鉄道敷設の動きが一本化し、地域の資産家・実業家らにより渥美軽便鉄道が設立された。運営を郡営か民営とするかで議論が起こり、協議の結果1919年12月27日に渥美電鉄株式会社（資本金250万円）が民営として経営されることになった。
1921年にその渥美電鉄に対し豊橋市大字花田-渥美郡福江町間の軌道敷設特許状が下付された。1922年3月6日には渥美郡役所で渥美電鉄株式会社創立総会が開催された。「渥美電鉄株式会社設立趣意書」には、馬草港 - 鳥羽港間の汽船で伊勢神宮への参拝客を取り込むことや、陸軍技術研究所伊良湖試験場があり渥美半島が軍事上の要地であることが記載されている。民営会社だが、各町村から代表が発起人として参加し、義務株が各戸に割り当てられた。株主は約4700人であった。
師団口（のちの高師口）- 三河田原間が1924年中に開業した。豊橋への乗り入れは、市街地であるため土地取得に手間取ったものの、1927年に現在の新豊橋駅まで開業した。
路線は1926年に黒川原駅まで延伸されたが、資金難から黒川原以西への延長は1934年に断念。しかし、鉄道敷設法で「愛知県豊橋ヨリ伊良湖岬ニ至ル鉄道」として挙げられ、陸軍伊良湖試験場などもあることから国鉄線として建設することになり、黒川原 - 三河福江 - 堀切（伊良湖岬）間が新設線として着工された。豊橋 - 黒川原間は渥美線を国有化する予定であった。1939年には黒川原 - 三河福江間の路盤が完成するも、戦局の悪化から建設は中断した。
渥美電鉄は名古屋鉄道（名鉄）の経営傘下に入った後、1940年に合併され名鉄渥美線となった。1944年には三河田原 - 黒川原間が不要不急路線として休止された。
名古屋鉄道は終戦後の1954年10月に渥美線新豊橋 - 三河田原間を豊橋鉄道に譲渡し、豊橋鉄道渥美線となった。休止中の三河田原 - 黒川原間については名鉄籍のまま、同年11月に廃止された。
豊橋 - 黒川原間の国有化や黒川原  - 堀切間の延伸工事は終戦により立ち消えとなった。
線路敷設予定地と思われるところが愛知県田原市石神町の国道259号線付近にある。伊良湖岬方面に向かう方は左側を、豊橋方面に向かう方は右側を見ると判りにくいが確かに線路敷設予定地と思われるものが見える。

### 年表
- 1921年（大正10年）4月12日 渥美電鉄に対し軌道特許状下付（豊橋市大字花田-渥美郡福江町間）[11][12]。
- 1924年（大正13年）
  - 1月22日 渥美電鉄が高師 - 豊島間を開業[13](p80)[14]、直流600V電化。
  - 3月8日 豊島 - 神戸間が開業。
  - 4月25日 師団口（後の高師口） - 高師間が開業。
  - 6月10日 神戸 - 田原（現在の三河田原）間が開業[15][16]。
- 1925年（大正14年）
  - 5月1日 新豊橋（初代） - 師団口間が開業。
  - 6月1日 松山駅を柳生橋駅に、田原駅を三河田原駅に改称[17]。
- 1926年（大正15年）4月10日 三河田原 - 黒川原間が開業。
- 1927年（昭和2年）
  - 10月1日 豊橋駅前 - 新豊橋（初代）間が開業[17]。
  - 10月13日 豊橋駅前駅を新豊橋駅（2代）に、新豊橋駅（初代）を花田駅に改称[17]。
- 1930年（昭和5年）
  - 3月24日 師団口駅移設、司令部前駅廃止認可[17]。本年中に廃止[18]。
  - 5月29日 高師 - 黒川原間を軌道法による軌道から地方鉄道法による鉄道に変更[19][20]。
- 1931年（昭和6年）5月9日 新豊橋 - 高師間を軌道法による軌道から地方鉄道法による鉄道に変更[19][21]。
- 1937年（昭和12年）
  - 10月9日 起業廃止（許可）（1921年4月12日免許 豊橋市渥美郡田原町-同郡福江町間）[22]。
  - 12月28日 陸軍病院前駅臨時開業申請[17]。
- 1940年（昭和15年）
  - 4月23日 小池駅移設認可（黒川原方面へ0.1㎞移設）[17]。
  - 8月11日 陸軍病院前駅を常設化[17]。
  - 9月1日 名古屋鉄道が渥美電鉄を合併、渥美線となる[14]。
- 1943年（昭和18年）11月1日 師団口駅を高師口駅に、兵器廠前駅を町畑駅に改称。
- 1944年（昭和19年）6月5日 名古屋鉄道が渥美線三河田原 - 黒川原間、および花田駅、高師口駅、町畑駅、空池駅、芦原駅、谷熊駅、天白駅、神戸駅（初代）休止。
- 1945年（昭和20年）8月14日 天白駅付近で豊橋行き電車が機銃掃射に遭った機銃掃射事件発生
- 1946年（昭和21年）以前 陸軍病院前駅を病院前に改称。
- 1947年（昭和22年）1月10日 病院前駅を南栄駅に改称。
- 1954年（昭和29年）
  - 10月1日 名古屋鉄道が渥美線新豊橋 - 三河田原間を豊橋鉄道へ譲渡[10]。
  - 11月20日 名古屋鉄道が休止中の渥美線三河田原 - 黒川原間を廃止。
  - 11月21日 花田操車場が新豊橋方から0.2km移転[23]。
- 1959年（昭和34年）1月16日 向ヶ丘駅開業。
- 1962年（昭和37年）3月15日 芦原駅営業再開[23]。
- 1965年（昭和40年）10月1日 急行を運転開始。
- 1968年（昭和43年）
  - 4月1日 高師口駅を大学前駅として営業再開。
  - 8月26日 老津駅構内で下り電車が貨物線に誤侵入し貨車と衝突（豊橋鉄道老津駅構内列車衝突事故を参照）。62名が重軽傷。これ以降毎月17日を安全確認を徹底する「確認の日」に制定[24]。
- 1971年（昭和46年）4月1日 谷熊駅をやぐま台駅として営業再開。
- 1972年度（昭和47年度） 新豊橋駅付近、0.1km短縮[25]。
- 1977年（昭和52年）休止中の町畑駅、空池駅、天白駅、神戸駅（初代）廃止[18]。
- 1984年（昭和59年）2月1日 貨物営業廃止、花田操車場を花田信号所に変更。
- 1985年（昭和60年）9月1日 急行を廃止。
- 1986年（昭和61年） 小池 - 大学前間に小池隧道を設置し、新線切り替え（国道259号バイパス建設のため）。
- 1989年（平成元年）7月10日 神戸駅（2代）開業（神戸信号所から変更）。
- 1996年（平成8年）4月28日 芦原 - 植田間で、愛知県道31号東三河環状線との立体交差のための高架線路に切り替え、梅田川橋梁も架け替えられる。開業記念式典は5月24日に実施[26]。
- 1997年（平成9年）7月2日 架線電圧を1500Vに昇圧、名鉄7300系（計28両）に全車置き換え、全車両冷房化、「なのはな号」と「なぎさ号」が登場。最高速度を60km/hから75km/hに向上[27]。
- 2000年（平成12年）12月22日 元東急7200系の1800系営業運転開始（当時2編成）[28]。
- 2002年（平成14年）3月31日 7300系で最後まで残った7304F（初代なのはな号）が引退。
- 2005年（平成17年）1月29日 大学前駅を愛知大学前駅に改称。
- 2008年（平成20年）6月5日 新豊橋駅移転[10]。
- 2011年（平成23年）9月 土休日にサイクルトレイン運行開始。
- 2013年（平成25年）
  - 1月 カラフルトレイン運行開始[29]。
  - 10月27日 三河田原駅駅舎改築（4代目）。駅舎デザインは安藤忠雄。
- 2017年（平成29年）7月 平日にもサイクルトレイン運行開始。

## 運行形態
すべて各駅に停車する普通列車である。23時台の新豊橋発の終電が高師行きで運行される以外は新豊橋駅 - 三河田原駅間の全線通し運行である。新豊橋と三河田原の両駅を9 - 20時台に出発する列車は完全な15分間隔となっており、これ以外の時間帯では間隔は一定でない。回送列車を含め、全ての列車に車掌が乗務しており、ワンマン運転は行われていない。
2008年の新豊橋駅移転前は23時台後半に（三河田原発の回送列車からの）高師発新豊橋行きで、折り返し新豊橋発高師行きとなる列車があった。
営業列車の行き違いは大半が小池駅・芦原駅・大清水駅・杉山駅・神戸駅で行われ、植田駅では22時台から行われる。老津駅では通常行われないが、試運転列車や臨時列車運行時に行き違いが行われる。新豊橋駅では2つの線路に列車を交互に発着させることができるようにしている。三河田原駅にはホームが面する線路が4線あるが、日中は1本の列車が1本の線路（2番線）で発着する。
日中は高師駅以北や老津駅以南で非営業列車を運行する余地がないため、通常使わない線路に入線させれば三河田原駅までの運行は可能ではあるものの、試運転や企画列車は原則として高師駅 - 老津駅間で運行される。

## 車両

### 運用中の車両
現在はすべて元東京急行電鉄（現・東急電鉄）の7200系が1800系と改称され、3両編成で運用されている。全車両ともワンマン運転には対応していないので、すべての列車に車掌も乗務する。
渥美線では、1968年の大改番以降、車両形式4桁のうち千の位と百の位で車体長（全長）を表している（7300系を除く）。すなわち、1800系は「18m車」ということを表している。また、付随車は電動車の形式に1000を加えた2000番台を附番する慣例であり、1800系の制御付随車はク2800形となる。

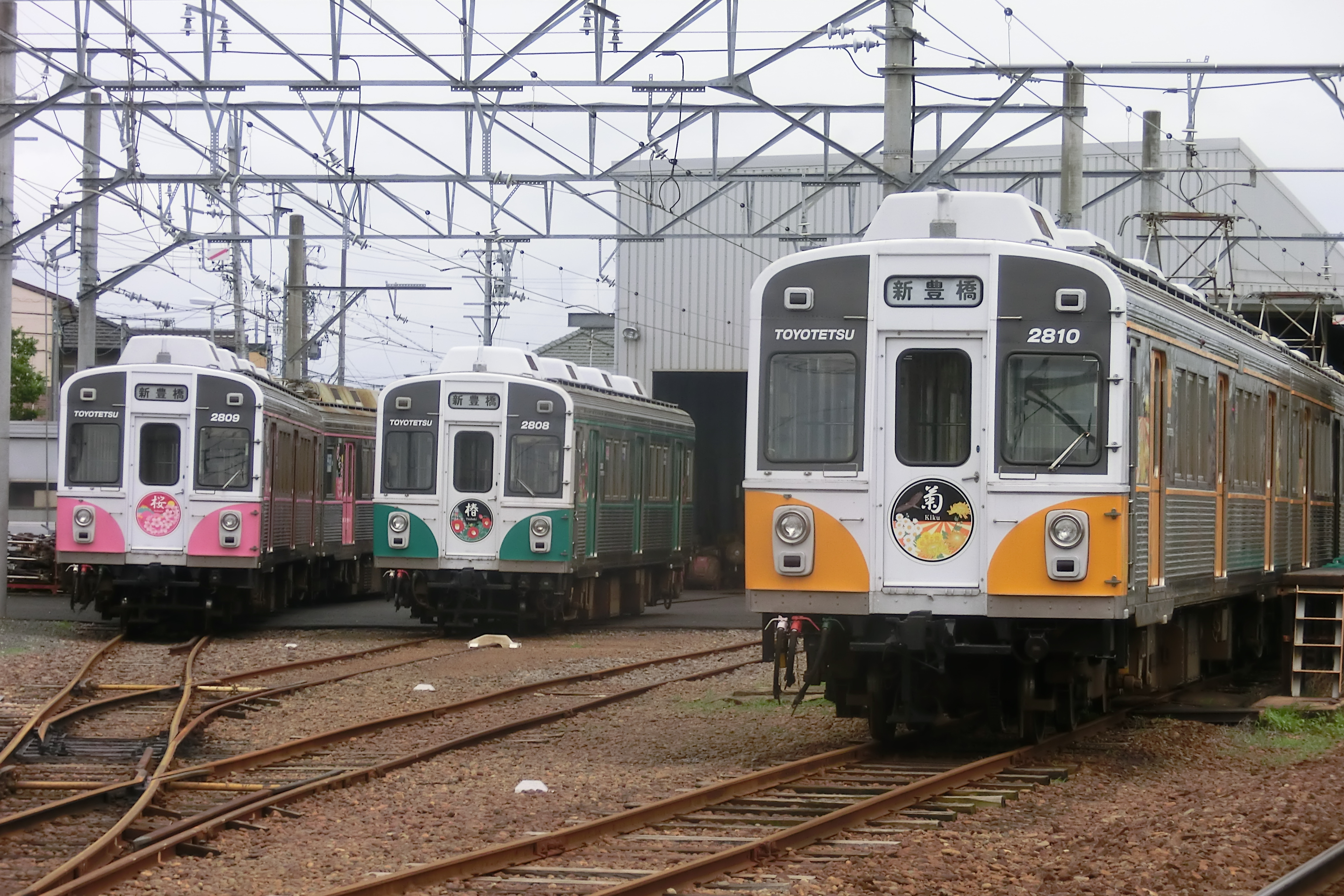
渥美線 1800系

### 運用終了車両
渥美電鉄創業期の車両はデホハ1形3両、デハ100形3両、ワ500形4両、ト700形4両いずれも新造車であった。
過去に運用された車両は電気機関車やデワ10形電動貨車（元デハ100形電車）等の貨車を含めて多数存在する。
1967年以降、電車の塗色がそれまでの緑色とクリーム色からクリーム色に赤帯に変更され、1500V昇圧までつづいた。塗装変更の理由は1967年1月27日に発生した踏切事故の原因が沿線の木々と車体の緑色が保護色となり車から見えなかったのではないかという議論が起きたからだという。
以下に1970年代以降に在籍した車両のうち全長13m級以上の旅客電車を全て挙げる。
- 7300系：28両、昇圧当初の運用車両、元・名鉄7300系[27]
- 1900系：12両、初の冷房車・カルダン駆動車、元・名鉄5200系
- 1810系：2両、全金属製2扉ロングシート車
- 1800系（初代）：4両、初の18m級電車、後年3扉化、元名鉄モ3350形・ク2340形
- 1750系：2両、初の転換クロスシート車、後年冷房化、元・名鉄3730系
- 1730系：2両、元・東急デハ3550形（デハ3553→モ1731、デハ3554→ク2731）
- 1720系：2両、元・名鉄3800系（1991年廃車）
- モ1710形：3両、元・田口鉄道および豊川鉄道モハ30形（1988年廃車）
- 1700系：2両、元・旧西武鉄道モハ200形
- 1600系：2両、静岡電気鉄道120形として1931年新製された車両。2両のうち1両は渥美電鉄時代にデホハ120形として導入した。もう1両は旧西武鉄道に導入され、数次の改造・改番を経て西武鉄道モハ151形電車となり西武での廃車後に豊鉄へ譲渡された。豊鉄ではモ1200形と称され、後に1600系に改称された。（1988年廃車）
- モ1400形：1両、元・渥美電鉄デテハ1001（1986年廃車）
- ク2400形：2両、元・神中鉄道（現・相模鉄道）キハ40形→同キハ50形→豊鉄ク1500形（1986年廃車）
- ク2310形：1両、元・西武モハ50形→西武モハ101形→豊鉄モ1300形（1987年廃車）
- ク2300形：1両、元・旧西武キハ20形→西武クハ1121形→豊鉄ク1500形（1982年廃車）

なお、600V時代の車両の多くは他社から譲受けた車体に国鉄型の走行機器を組合わせて使用していた（ただし1700系と1730系は当初原型の走行機器のまま運用し、後年国鉄型に交換した。7300系、モ1710形、1600系、モ1400形、ク2400形、ク2310形、ク2300形は国鉄型走行機器を採用していない）。

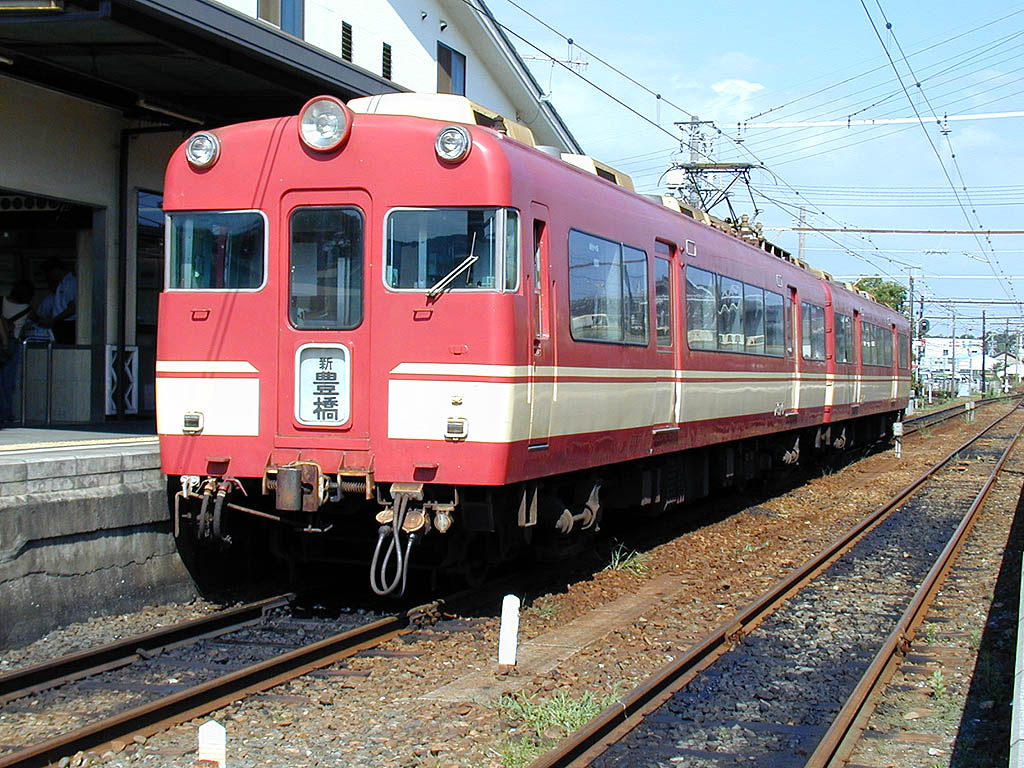
7300系
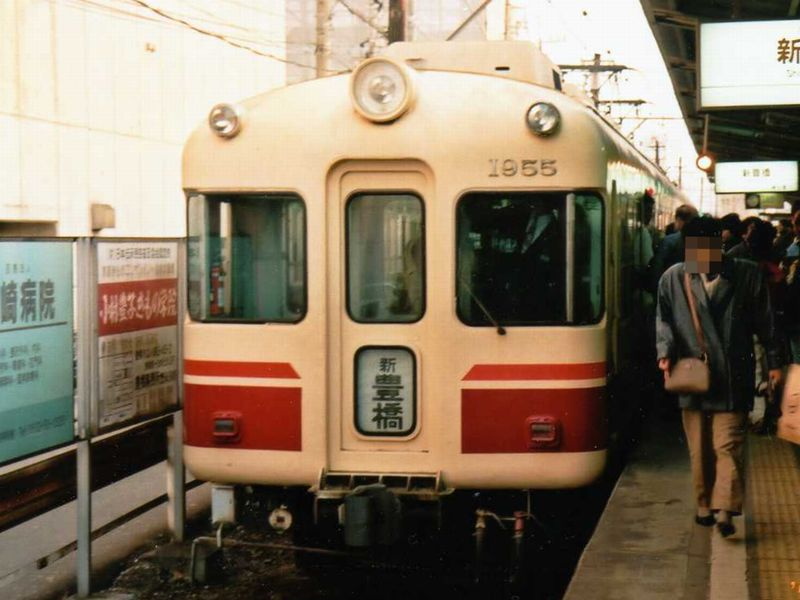
1900系
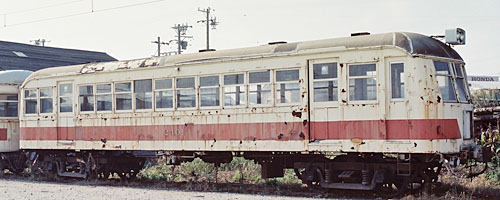
ク2400形
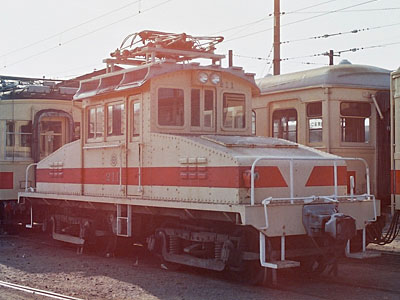
デキ211
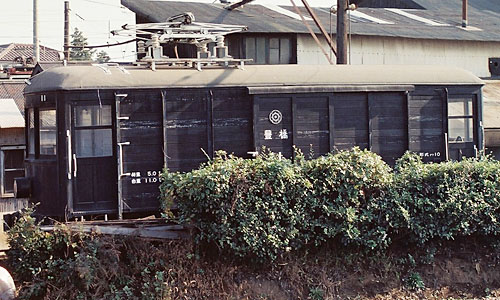
デワ10形
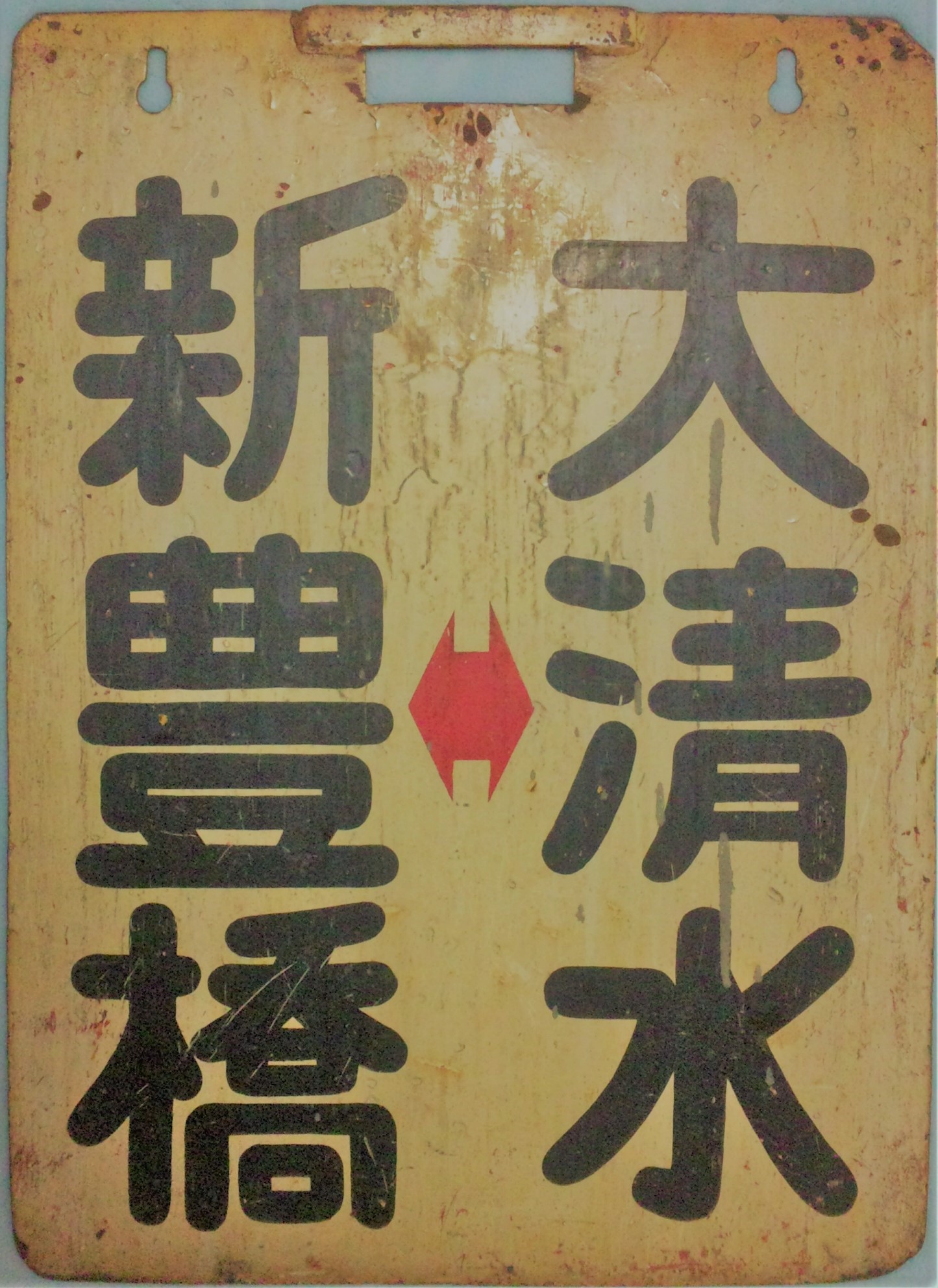
平成9年まで使用された渥美線の行き先表示版

### カラフルトレイン
「カラフルトレイン」として、1800系の各編成を、渥美半島を代表する花をテーマにしたイメージ色にカラーリングし、その花のヘッドマークを掲出して運行している。
| 車両   | 花         |
| ------ | ---------- |
| 1801号 | ばら       |
| 1802号 | はまぼう   |
| 1803号 | つつじ     |
| 1804号 | ひまわり   |
| 1805号 | 菖蒲       |
| 1806号 | しでこぶし |
| 1807号 | 菜の花     |
| 1808号 | 椿         |
| 1809号 | 桜         |
| 1810号 | 菊         |

## 車両運用
日中は7編成使用され、残りは高師駅及び車両区で検査・留置されている。日中に車両交換が行われる場合は高師駅で行われる。
なお、車両交換は事故、車両故障などの非常時をのぞいて、必ず上り列車（新豊橋行き）で行う。これは、高師駅下り列車に対する場内・出発信号機が下り本線進入・進出の1進路のみに対して、上り列車に対する場内・出発信号機は上り・下り本線進入・進出の2進路に対応しているためである。
夜間滞泊は車両区のある高師駅のほか、新豊橋駅、三河田原駅でも行われる。このときだけ三河田原駅の5本の線路が全て埋まる。

### 車両区の火災による車両不足
2001年（平成13年）4月16日午前1:00頃、高師駅構内の車両基地が放火と思われる火災で焼失した。1800系電車が3本留置されていたが、このうち1801Fのモ1801とモ1811の2両が焼けて解体された。このため、部品取り用の先頭車2両を営業用として整備して、焼けたモ1801とモ1811の車籍が付けられた。ク2801は無傷だったためそのまま使用されている。この火災の影響で車両区内が停電し、1809Fの営業運転開始が遅れた。運用は7本でやりくりしていかなければならず、車両不足が発生した。
2008年7月、上田電鉄から廃車予定だった7200系モハ7251-クハ7551の2両を譲受、モ1860-ク2810に改番し、残りの部品取り用の先頭車両を整備したモ1810と組み合わせた。クハ7551は側面方向幕があったが、上田電鉄（当時は上田交通）入線時に撤去されている。豊橋鉄道入線時には軌条塗油器つきのパイオニア台車だったがTS-815型に交換され、軌条塗油器も撤去された。これにより3両編成10本の陣容となり車両不足は解消した。

## 企画

### サイクルトレイン
渥美線の新たな利用方法として、有料で1車両に10台まで自転車を持ち込むことができるサイクルトレインが運行されている。
トライアスロン伊良湖参加者や、渥美サイクリングロードを走るサイクリング利用者のために設定された。利用日等制限がある日がある。
- 平日の10:00〜14:59、土日祝日の全列車
- 利用料 1台 100円
- 乗車位置が決まっている。

### イベント
東三河浪漫鉄道旅
東三河県庁（愛知県東三河総局）と豊橋鉄道により、2021年11月から翌年1月まで、全5回のガイドツアーが企画された。第5回目の2022年1月15日に「貸切バスで行く！渥美線未成線（みせいせん）ガイドツアー」が開催された。
テクテク豊橋ブラ散歩
2022年9月17日から翌年2月末まで行われた、スマートフォンの位置情報を使ったデジタルスタンプラリー。2022年4月から豊橋鉄道で販売が開始されたフリー乗車券の認知度を高めるために企画された。

## 駅一覧
- 全駅愛知県に所在。
- 廃止区間の駅名、所在地は廃止時点のもの。
- 運行されている営業列車は普通列車のみで、全駅に停車する。
- 2008年6月より、各駅に駅ナンバリングが導入された。

凡例
線路（全線単線） … ｜：棒線駅（交換不可）  ∨・∧・◇：交換可能駅
| 駅番号                 | 駅名         | 駅間キロ | 営業キロ | 接続路線 | 線路 | 駅員配置 | 所在地 |
| ---------------------- | ------------ | -------- | -------- | --- | ---- | -------- | ------ |
| 1                      | 新豊橋駅     | -        | 0.0      | 東海旅客鉄道： 東海道新幹線・CA 東海道本線〈浜松方面・名古屋方面〉(CA42)・CD 飯田線 (CD00)（豊橋駅） 名古屋鉄道：NH 名古屋本線（豊橋駅: NH01） 豊橋鉄道：■ 東田本線（駅前停留場: 1） | ∨    | ○        | 豊橋市 |
|                        | 花田信号所   | -        | (0.4)    | | ｜   | -        | 豊橋市 |
| 2                      | 柳生橋駅     | 1.0      | 1.0      | | ｜   | ○        | 豊橋市 |
| 3                      | 小池駅       | 0.7      | 1.7      | | ◇    | -        | 豊橋市 |
| 4                      | 愛知大学前駅 | 0.8      | 2.5      | | ｜   | ○        | 豊橋市 |
| 5                      | 南栄駅       | 0.7      | 3.2      | | ｜   | ○        | 豊橋市 |
| 6                      | 高師駅       | 1.1      | 4.3      | | ◇    | ○        | 豊橋市 |
| 7                      | 芦原駅       | 1.0      | 5.3      | | ◇    | -        | 豊橋市 |
| 8                      | 植田駅       | 1.0      | 6.3      | | ◇    | -        | 豊橋市 |
| 9                      | 向ヶ丘駅     | 0.8      | 7.1      | | ｜   | -        | 豊橋市 |
| 10                     | 大清水駅     | 1.4      | 8.5      | | ◇    | ○        | 豊橋市 |
| 11                     | 老津駅       | 2.2      | 10.7     | | ◇    | -        | 豊橋市 |
| 12                     | 杉山駅       | 2.0      | 12.7     | | ◇    | -        | 豊橋市 |
| 13                     | やぐま台駅   | 1.3      | 14.0     | | ｜   | -        | 田原市 |
| 14                     | 豊島駅       | 1.6      | 15.6     | | ｜   | -        | 田原市 |
| 15                     | 神戸駅       | 1.5      | 17.1     | | ◇    | -        | 田原市 |
| 16                     | 三河田原駅   | 0.9      | 18.0     | | ∧    | ○        | 田原市 |
| 廃止区間（黒川原方面） |              |          |          | |      |          |        |

| 駅名                 | 駅間キロ | 営業キロ | 接続路線 | 線路 | 所在地        |
| -------------------- | -------- | -------- | -------- | ---- | ------------- |
| 三河田原駅           | -        | 18.0     |          | ◇    | 渥美郡 田原町 |
| 加治駅               | 1.4      | 19.4     |          | ｜   | 渥美郡 田原町 |
| 黒川原駅             | 1.4      | 20.8     |          | ◇    | 渥美郡 田原町 |
| 未成区間（福江方面） |          |          |          |      |               |

### 未成区間
渥美電鉄による福江延伸案
黒川原駅 - 大久保駅 - 日留輪駅 - 泉駅 - 清田駅 - 福江駅
- この他にも途中駅を数駅設ける予定だったと推定される。

鉄道省による堀切延伸案
黒川原駅 - 三河大久保駅 - 三河野田駅 - 馬草駅 - 宇津江駅 - 三河泉駅 - 伊川津駅 - 高木駅 - 三河福江駅 - 三河中山駅 - 三河亀山駅 - 伊良湖岬駅

### 廃駅
廃止区間の駅は上表を参照。
- 司令部前駅（愛知大学前駅 - 南栄駅間） - 1930年廃止。
- 町畑駅（愛知大学前駅 - 南栄駅間） - 1944年6月5日休止、1977年に廃止。
- 空池駅（南栄駅 - 高師駅間） - 1944年6月5日休止、1977年に廃止。
- 天白駅（豊島駅 - 神戸駅（2代）間） - 1944年6月5日休止、1977年に廃止。
- 神戸駅（初代、神戸駅（2代） - 三河田原駅間） - 1944年6月5日休止、1977年に廃止。

### 引込線
全て廃止されているが、敷設された引込線（専用線）は以下の3線。
- ユニチカ引込線（高師駅） - 1951年設置 - 1977年廃止。
戦後復興と朝鮮戦争特需を契機に、豊橋市が大規模工場誘致を積極的に行い用地を無償で提供するなどした。鉄道引込線用地についても市が買収して無償提供することとされ[38]、1951年（昭和26年）6月30日、大日本紡績豊橋工場専用線を開通[39][40]。同年12月、豊橋工場完成[40][41]。1969年ユニチカに商号変更。1977年（昭和52年）8月1日、引込線廃止[42]。工場は2015年4月に閉鎖された。
- 豊橋紡織引込線（大清水駅） - 1935年設置 - 1969年撤去。
1935年（昭和10年）3月8日、相模紡績大清水構外線設置[43]。渥美電鉄が所有していた土地を豊橋市に提供し、紡績工場を誘致したことによる。同年12月相模紡績は富士瓦斯紡績に合併。翌1936年に操業開始[44]。戦時中は東洋通信機の工場に転換[45]されていたが、戦後1950年（昭和25年）8月豊橋紡績株式会社が操業開始[38]。1969年（昭和44年）3月11日、豊橋紡績引込線撤去[46]。豊橋紡績は2003年末操業停止、翌2004年閉鎖。
- 小野田セメント専用線（現神戸駅） - 1930年開始 - 1984年廃止。
三河セメントの専用鉄道として、1930年（昭和5年）9月1日運輸開始[47]。三河セメントは明治期に操業された会社で、後に東洋産業への合併を経て1943年小野田セメント製造が買収（太平洋セメント#秩父小野田「東洋産業」の項を参照）。1955年以降は佐久間ダム建設のためのセメント輸送を担った[13](p98)。1970年（昭和45年）の小野田セメント佐久間サービスステーション開設[48]以後は、ホキ定型輸送（三河田原駅から飯田線浦川駅）に切替[49]。1987年、三河小野田セメント株式会社を設立して工場を譲渡。1984年（昭和59年）2月1日、豊橋鉄道の車扱貨物取扱廃止[42]。工場は2003年操業停止。

## 施設

### 線形
- 曲線半径160mの急曲線が小池駅 - 愛知大学前駅間の小池隧道内にある。
- 最急勾配は柳生橋駅 - 小池駅間で東海道本線を乗り越す部分の新豊橋方に30‰（パーミル）がある。

### 軌道
- 軌間は1067mmである。
- 使用軌条（レール）は、本線では50Nレールを使用する区間が増え、40Nレールを淘汰しつつあり、重軌条化が進んでいる。
- 枕木は、本線においてはPCマクラギの使用が増え、木マクラギの使用は少なくなった。

### 分岐器・転轍器
- 転轍器は、本線においては、電気転轍機および発条転轍機（列車の車輪で分岐器を転換させバネの力で復位させる）が使用される。
- 乗越分岐器および安全側線が設置されている駅は無い。

### 橋梁
- 柳生川橋梁
- 梅田川橋梁
- 紙田川橋梁
- 蜆川橋梁
- 汐川橋梁

### 隧道
- 小池隧道

### 駅設備
- 行き違い可能駅は、新豊橋、小池、高師、芦原、植田、大清水、老津、杉山、神戸、三河田原の10駅である。
- 新豊橋、高師は1面2線の島式ホーム、三河田原は2面4線の島式ホーム、その他の行き違い可能駅は2面2線の対面式ホーム、柳生橋、愛知大学前、南栄、向ヶ丘、やぐま台、豊島（いずれも行き違い不可能駅）は単式ホームである。
- 新豊橋、柳生橋、小池、南栄、高師、大清水、三河田原には自動券売機（交通系ICカードには非対応）が設置されているが、自動改札機が設置された駅はない。全駅にmanaca用簡易改札機が設置され、新豊橋、南栄、高師、大清水、三河田原にはチャージ機が設置されている。
- 各駅に防犯カメラが設置されている。
- 新豊橋駅と三河田原駅には接近メロディが導入されている。三河田原駅ではこれに加えて発車メロディも流れる。

### 車庫・留置線
- 高師駅構内に車両区があり、検査等はすべてここで行う。旧ユニチカ専用線の途中まで留置線として使用できる。
- 留置線は三河田原駅にもあり、大半の車両の夜間滞泊はここで行うことが多い。また、1編成は新豊橋駅2番線で夜間停泊する。
- 新豊橋 - 柳生橋間の花田信号所にも留置線がある。ここはかつて国鉄との貨物のやりとりをしていた場所だが、現在は留置線跡の大部分が駐車場となっている。

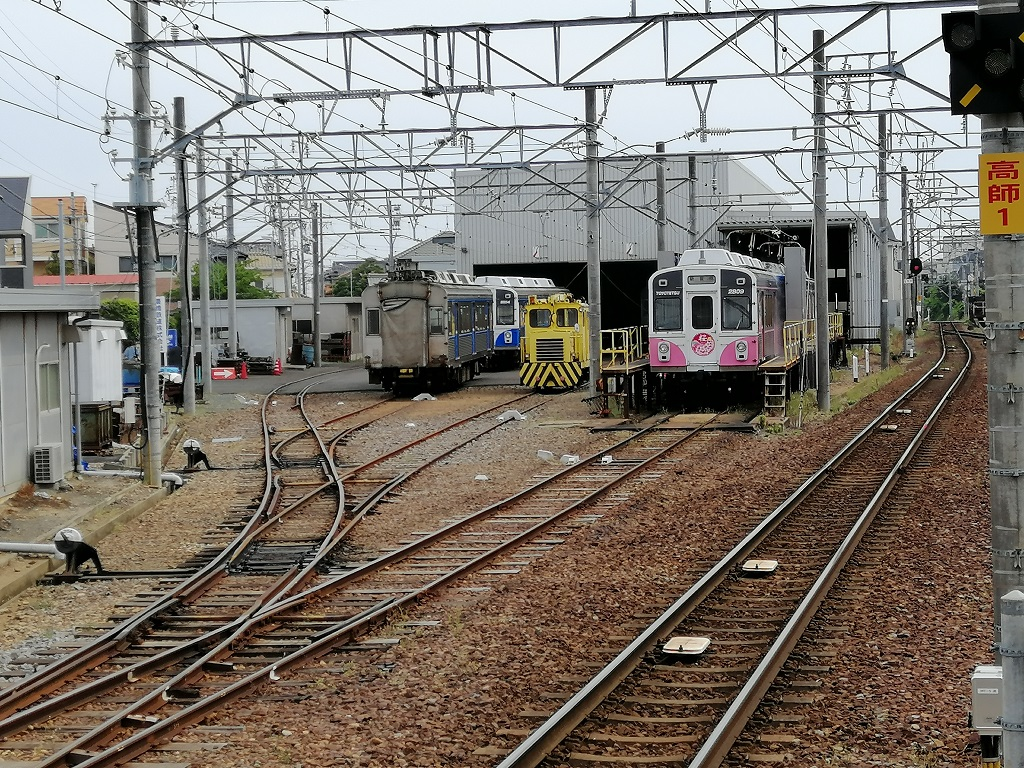
高師車両区

### 変電所
- 柳生橋変電所（出力1000kW）、植田変電所（出力1000kW×2）、杉山変電所（出力1000kW×2）の3箇所の変電所がある。

### 電路設備
- 架線は、シンプルカテナリー方式である。
- 電柱の木柱→コンクリート柱化工事が進行中であるが、木柱もかなりの本数が残存している。コンクリート柱は、名鉄で採用されているものと同じである。
- 架線自動張力調整装置（テンションバランサー）が一部区間に設置されている。

### 信号・連動装置・CTC
- 常置信号機として、場内信号機・出発信号機・誘導信号機・入換信号機・遠方信号機が設けられている。
- 信号機は、2位式（緑色・赤色）となっている。
- 自動的に列車を停止させることができる装置を設けているので、行き違い可能駅においては、対向列車同士の同時進入が可能である。
- 高師駅では列車折り返しが可能である（下り列車については場内・出発信号機が下り本線進入・進出の1進路しか無いのに対して、上り列車については場内・出発信号機は上り・下り本線進入・進出の2進路に対応している）。
- 大清水駅では新豊橋方面のみ列車折り返しが可能である（下りホームから上りホームに移動するための入換信号機が設置されているため）。
- 連動装置は、第一種継電連動装置および第三種継電連動装置が使用されている。

### ATS
- 1500V昇圧後の1997年に名鉄と同じ単変周点制御式（点照査型）の「名鉄式ATS」が設置された。車上タイマー方式の自動列車停止装置である。
- 7300系の車上装置は名鉄時代に設置されたものがそのまま使用されたが、1800系の車上装置は改造によって取り付けられた。
- 名鉄式ATS（M式ATS）であるため地上子はJR等で使用されているATS-Sxとは異なり、進行方向に向かって右側に設置されている。

### 踏切
- 第1種踏切（警報機・遮断機付き）59か所、第4種踏切（警報機・遮断機共なし）2か所の合計61か所の踏切がある[50]。
- 踏切の集中監視は行なっていない。

### 標識
標識は名鉄タイプのものが使用されている。

### 線路わきの柵
こちらも名鉄タイプのものが採用されている。色も「名鉄ブルー」で同じである。

## 利用状況

### 輸送実績
輸送量は堅調である。他の中小私鉄路線で見られるような通学定期の減少があまりなく、非常に健闘している。
渥美線の輸送実績を下表に記す。表中、輸送人員の単位は万人。輸送人員は年度での値。表中、最高値を赤色で、最高値を記録した年度以降の最低値を青色で、最高値を記録した年度以前の最低値を緑色で表記している。
| 年度別輸送実績     | 年度別輸送実績                  | 年度別輸送実績                  | 年度別輸送実績                  | 年度別輸送実績                  | 年度別輸送実績  | 年度別輸送実績      | 年度別輸送実績            |
| 年度               | 輸送実績（乗車人員）：万人/年度 | 輸送実績（乗車人員）：万人/年度 | 輸送実績（乗車人員）：万人/年度 | 輸送実績（乗車人員）：万人/年度 | 輸送密度 人/1日 | 貨物輸送量 万t/年度 | 特記事項                  |
| ------------------ | ------------------------------- | ------------------------------- | ------------------------------- | ------------------------------- | --------------- | ------------------- | ------------------------- |
| 年度               | 通勤定期                        | 通学定期                        | 定期外                          | 合計                            | 輸送密度 人/1日 | 貨物輸送量 万t/年度 | 特記事項                  |
| 1975年（昭和50年） | 168.3                           | 271.4                           | 343.0                           | 782.7                           | 6,949           | 20.7                |                           |
| 1976年（昭和51年） | 147.6                           | 262.0                           | 329.1                           | 738.7                           | 6,334           | 22.7                |                           |
| 1977年（昭和52年） | 147.5                           | 276.1                           | 321.6                           | 745.3                           | 6,301           | 21.6                |                           |
| 1978年（昭和53年） | 136.9                           | 288.7                           | 310.3                           | 736.1                           | 6,124           | 22.1                |                           |
| 1979年（昭和54年） | 137.6                           | 284.3                           | 319.1                           | 741.1                           | 6,051           | 21.4                |                           |
| 1980年（昭和55年） | 135.3                           | 276.5                           | 330.7                           | 742.5                           | 6,168           | 14.9                |                           |
| 1981年（昭和56年） | 131.9                           | 270.4                           | 335.8                           | 738.2                           | 6,229           | 10.1                |                           |
| 1982年（昭和57年） | 129.6                           | 243.5                           | 319.9                           | 693.0                           | 5,837           | 8.3                 |                           |
| 1983年（昭和58年） | 120.4                           | 244.5                           | 313.9                           | 678.8                           | 5,611           | 5.2                 | 貨物営業廃止              |
| 1984年（昭和59年） | 114.7                           | 229.9                           | 295.3                           | 639.9                           | 5,284           | 0.0                 |                           |
| 1985年（昭和60年） | 107.3                           | 223.8                           | 307.4                           | 638.5                           | 5,321           | 0.0                 | 急行を廃止                |
| 1986年（昭和61年） | 107.3                           | 225.5                           | 323.9                           | 656.7                           | 5,521           | 0.0                 |                           |
| 1987年（昭和62年） | 109.3                           | 223.4                           | 322.9                           | 655.6                           | 5,604           | 0.0                 |                           |
| 1988年（昭和63年） | 111.2                           | 233.1                           | 333.7                           | 678.0                           | 5,976           | 0.0                 |                           |
| 1989年（平成元年） | 112.0                           | 239.7                           | 345.2                           | 696.9                           | 6,194           | 0.0                 | 神戸駅開業                |
| 1990年（平成2年）  | 112.0                           | 256.5                           | 366.6                           | 735.1                           | 6,682           | 0.0                 |                           |
| 1991年（平成3年）  | 112.8                           | 269.2                           | 388.7                           | 770.7                           | 6,957           | 0.0                 |                           |
| 1992年（平成4年）  | 108.9                           | 274.6                           | 400.4                           | 783.9                           | 7,225           | 0.0                 |                           |
| 1993年（平成5年）  | 104.0                           | 276.1                           | 410.0                           | 790.1                           | 7,258           | 0.0                 |                           |
| 1994年（平成6年）  | 100.6                           | 283.6                           | 403.9                           | 788.1                           | 7,268           | 0.0                 |                           |
| 1995年（平成7年）  | 99.4                            | 277.3                           | 402.0                           | 778.7                           | 7,176           | 0.0                 |                           |
| 1996年（平成8年）  | 98.9                            | 272.6                           | 406.1                           | 777.6                           | 7,302           | 0.0                 |                           |
| 1997年（平成9年）  | 99.1                            | 264.9                           | 403.2                           | 767.2                           | 7,133           | 0.0                 | 架線電圧昇圧 全車両冷房化 |
| 1998年（平成10年） | 98.6                            | 266.5                           | 394.4                           | 759.5                           | 7,184           | 0.0                 |                           |
| 1999年（平成11年） | 93.5                            | 263.8                           | 386.2                           | 743.5                           | 7,007           | 0.0                 |                           |
| 2000年（平成12年） | 90.7                            | 272.7                           | 383.2                           | 746.6                           | 7,072           | 0.0                 |                           |
| 2001年（平成13年） | 91.9                            | 273.9                           | 377.9                           | 743.7                           | 7,036           | 0.0                 |                           |
| 2002年（平成14年） | 88.9                            | 274.0                           | 371.5                           | 734.4                           | 6,988           | 0.0                 |                           |
| 2003年（平成15年） | 84.5                            | 279.5                           | 369.6                           | 733.6                           | 6,996           | 0.0                 |                           |
| 2004年（平成16年） | 88.3                            | 271.4                           | 363.1                           | 722.8                           | 6,967           | 0.0                 |                           |
| 2005年（平成17年） | 98.7                            | 271.0                           | 361.8                           | 731.5                           | 7,068           | 0.0                 |                           |
| 2006年（平成18年） | 101.9                           | 271.5                           | 361.9                           | 735.3                           | 7,097           | 0.0                 |                           |
| 2007年（平成19年） | 109.2                           | 271.5                           | 365.9                           | 750.5                           | 7,225           | 0.0                 |                           |
| 2008年（平成20年） | 114.5                           | 289.2                           | 378.6                           | 782.3                           | 7,551           | 0.0                 |                           |
| 2009年（平成21年） | 115.3                           | 284.6                           | 359.8                           | 759.7                           | 7,232           | 0.0                 |                           |
| 2010年（平成22年） | 115.0                           | 283.2                           | 352.3                           | 750.4                           |                 | 0.0                 |                           |
| 2011年（平成23年） | 123.3                           | 307.8                           | 346.7                           | 777.8                           |                 | 0.0                 |                           |
| 2012年（平成24年） | 127.1                           | 243.8                           | 340.3                           | 711.2                           | 7,126           | 0.0                 |                           |
| 2013年（平成25年） | 136.6                           | 270.9                           | 348.5                           | 756.0                           | 7,428           | 0.0                 |                           |
| 2014年（平成26年） | 143.6                           | 264.2                           | 341.7                           | 749.5                           | 7,259           | 0.0                 |                           |
| 2015年（平成27年） | 147.3                           | 281.0                           | 341.7                           | 770.0                           | 7,329           | 0.0                 |                           |
| 2016年（平成28年） | 150.8                           | 289.0                           | 334.5                           | 774.3                           | 7,324           | 0.0                 |                           |
| 2017年（平成29年） | 154.7                           | 289.2                           | 335.6                           | 779.5                           | 7,361           | 0.0                 |                           |
| 2018年（平成30年） | 156.6                           | 289.4                           | 328.9                           | 774.9                           | 7,363           | 0.0                 |                           |
| 2019年（令和元年） | 161.3                           | 286.6                           | 320.0                           | 767.9                           | 7,256           | 0.0                 |                           |
| 2020年（令和2年）  | 141.4                           | 167.5                           | 183.8                           | 492.7                           | 4,864           | 0.0                 |                           |
| 2021年（令和3年）  |                                 |                                 |                                 |                                 |                 |                     |                           |
| 2022年（令和4年）  |                                 |                                 |                                 |                                 |                 |                     |                           |
| 2023年（令和5年）  |                                 |                                 |                                 |                                 |                 |                     |                           |

### 営業成績
最近では、営業収益の変動は少なく、比較的良好な運営状態といえる。
渥美線の営業成績を下表に記す。
表中、収入の単位は千円。数値は年度での値。表中、最高値を赤色で、最高値を記録した年度以降の最低値を青色で、最高値を記録した年度以前の最低値を緑色で表記している。
| 年度別営業成績     | 年度別営業成績          | 年度別営業成績          | 年度別営業成績          | 年度別営業成績          | 年度別営業成績          | 年度別営業成績         | 年度別営業成績     | 年度別営業成績     | 年度別営業成績     | 年度別営業成績     | 年度別営業成績 |
| 年 度              | 旅客運賃収入：千円/年度 | 旅客運賃収入：千円/年度 | 旅客運賃収入：千円/年度 | 旅客運賃収入：千円/年度 | 旅客運賃収入：千円/年度 | 貨物運輸収入 千円/年度 | 運輸雑収 千円/年度 | 営業収益 千円/年度 | 営業経費 千円/年度 | 営業損益 千円/年度 | 営業 係数      |
| ------------------ | ----------------------- | ----------------------- | ----------------------- | ----------------------- | ----------------------- | ---------------------- | ------------------ | ------------------ | ------------------ | ------------------ | -------------- |
| 年 度              | 通勤定期                | 通学定期                | 定 期 外                | 手小荷物                | 合 計                   | 貨物運輸収入 千円/年度 | 運輸雑収 千円/年度 | 営業収益 千円/年度 | 営業経費 千円/年度 | 営業損益 千円/年度 | 営業 係数      |
| 1975年（昭和50年） | 243,363                 | ←←←←                    | 321,504                 | 9,170                   | 574,037                 | 38,641                 | 27,194             | 639,872            |                    |                    |                |
| 1976年（昭和51年） | 281,390                 | ←←←←                    | 359,780                 | 11,592                  | 652,762                 | 52,064                 | 30,190             | 735,016            |                    |                    |                |
| 1977年（昭和52年） | 288,888                 | ←←←←                    | 375,306                 | 13,679                  | 677,874                 | 61,639                 | 13,821             | 753,335            |                    |                    |                |
| 1978年（昭和53年） | 316,442                 | ←←←←                    | 403,076                 | 12,568                  | 732,087                 | 66,561                 | 15,845             | 814,494            |                    |                    |                |
| 1979年（昭和54年） | 338,470                 | ←←←←                    | 436,749                 | 11,220                  | 786,439                 | 70,655                 | 16,696             | 873,792            |                    |                    |                |
| 1980年（昭和55年） | 374,413                 | ←←←←                    | 495,106                 | 8,464                   | 877,983                 | 59,709                 | 15,902             | 953,595            |                    |                    |                |
| 1981年（昭和56年） | 371,049                 | ←←←←                    | 500,216                 | 6,493                   | 877,758                 | 47,293                 | 13,480             | 938,532            |                    |                    |                |
| 1982年（昭和57年） | 385,806                 | ←←←←                    | 541,397                 | 3,886                   | 931,089                 | 39,623                 | 15,034             | 985,746            |                    |                    |                |
| 1983年（昭和58年） | 371,305                 | ←←←←                    | 530,411                 | 2,214                   | 903,929                 | 24,614                 | 14,282             | 942,825            |                    |                    |                |
| 1984年（昭和59年） | 372,296                 | ←←←←                    | 537,148                 | 1,784                   | 911,227                 | 0                      | 12,943             | 924,170            |                    |                    |                |
| 1985年（昭和60年） | 358,759                 | ←←←←                    | 563,183                 | 1,979                   | 923,921                 | 0                      | 12,470             | 936,391            |                    |                    |                |
| 1986年（昭和61年） | 362,167                 | ←←←←                    | 595,933                 | 1,750                   | 959,850                 | 0                      | 11,967             | 971,817            |                    |                    |                |
| 1987年（昭和62年） | 160,268                 | 202,630                 | 595,483                 | 1,342                   | 959,723                 | 0                      | 11,087             | 970,810            |                    |                    |                |
| 1988年（昭和63年） | 162,085                 | 216,868                 | 520,166                 | 1,255                   | 1,000,374               | 0                      | 11,392             | 1,011,766          |                    |                    |                |
| 1989年（平成元年） | 165,246                 | 224,636                 | 658,010                 | 1,316                   | 1,049,208               | 0                      | 12,520             | 1,061,728          |                    |                    |                |
| 1990年（平成2年）  | 165,321                 | 247,200                 | 708,621                 | 1,253                   | 1,122,395               | 0                      | 16,192             | 1,138,587          |                    |                    |                |
| 1991年（平成3年）  | 165,949                 | 256,767                 | 753,357                 | 1,223                   | 1,177,296               | 0                      | 16,980             | 1,194,276          |                    |                    |                |
| 1992年（平成4年）  | 160,449                 | 265,503                 | 774,250                 | 1,322                   | 1,201,524               | 0                      | 16,259             | 1,217,783          |                    |                    |                |
| 1993年（平成5年）  | 154,090                 | 267,782                 | 791,882                 | 1,292                   | 1,215,046               | 0                      | 16,432             | 1,231,478          |                    |                    |                |
| 1994年（平成6年）  | 147,965                 | 277,354                 | 782,522                 | 1,254                   | 1,209,095               | 0                      | 15,355             | 1,224,450          |                    |                    |                |
| 1995年（平成7年）  | 145,660                 | 273,111                 | 779,641                 | 1,294                   | 1,199,706               | 0                      | 17,305             | 1,217,011          |                    |                    |                |
| 1996年（平成8年）  | 143,254                 | 274,457                 | 795,706                 | 1,174                   | 1,214,591               | 0                      | 15,966             | 1,230,557          |                    |                    |                |
| 1997年（平成9年）  | 139,996                 | 265,102                 | 796,366                 | 1,116                   | 1,202,580               | 0                      | 17,472             | 1,220,052          |                    |                    |                |
| 1998年（平成10年） | 140,439                 | 262,161                 | 786,456                 | 1,089                   | 1,190,145               | 0                      | 15,510             | 1,205,655          |                    |                    |                |
| 1999年（平成11年） | 138,009                 | 259,496                 | 772,878                 | 1,115                   | 1,171,498               | 0                      | 16,161             | 1,187,659          |                    |                    |                |
| 2000年（平成12年） | 135,237                 | 267,117                 | 769,992                 | 1,134                   | 1,173,480               | 0                      | 16,093             | 1,189,573          |                    |                    |                |
| 2001年（平成13年） | 136,050                 | 268,567                 | 760,794                 | 1,066                   | 1,166,477               | 0                      | 17,250             | 1,183,727          |                    |                    |                |
| 2002年（平成14年） | 129,957                 | 269,126                 | 754,767                 | 893                     | 1,154,443               | 0                      | 15,300             | 1,169,743          |                    |                    |                |
| 2003年（平成15年） | 120,999                 | 276,959                 | 758,996                 | 876                     | 1,157,830               | 0                      | 20,455             | 1,178,285          |                    |                    |                |
| 2004年（平成16年） | 127,555                 | 270,871                 | 750,060                 | 904                     | 1,149,390               | 0                      | 30,117             | 1,179,507          |                    |                    |                |
| 2005年（平成17年） | 143,381                 | 270,391                 | 754,956                 | 901                     | 1,169,629               | 0                      | 29,178             | 1,198,807          |                    |                    |                |
| 2006年（平成18年） | 150,404                 | 262,203                 | 756,499                 | 883                     | 1,169,989               | 0                      | 29,774             | 1,199,763          | 1,012,537          | 187,226            | 84.4           |
| 2007年（平成19年） |                         |                         |                         |                         |                         |                        |                    |                    |                    |                    |                |
| 2008年（平成20年） |                         |                         |                         |                         |                         |                        |                    |                    |                    |                    |                |
| 2009年（平成21年） | 174,665                 | 270,750                 | 733,741                 | 53                      | 1,179,209               | 0                      | 34,007             | 1,213,216          |                    |                    |                |
| 2010年（平成22年） |                         |                         |                         |                         |                         |                        |                    |                    |                    |                    |                |
| 2011年（平成23年） |                         |                         |                         |                         |                         |                        |                    |                    |                    |                    |                |
| 2012年（平成24年） | 197,505                 | 250,884                 | 703,631                 | 69                      | 1,179,089               | 0                      | 37,351             | 1,216,440          | 1,181,791          | 34,649             | 97.2           |
| 2013年（平成25年） | 207,295                 | 269,297                 | 744,929                 | 51                      | 1,221,572               | 0                      | 30,097             | 1,251,669          | 1,185,408          | 66,261             | 94.7           |
| 2014年（平成26年） | 213,913                 | 256,316                 | 738,333                 | 22                      | 1,208,584               | 0                      | 28,709             | 1,237,293          | 1,172,313          | 64,980             | 94.7           |
| 2015年（平成27年） | 488,233                 | ←←←←                    | 729,029                 | 13                      | 1,217,275               | 0                      | 25,554             | 1,242,829          | 1,170,658          | 72,171             | 94.2           |
| 2016年（平成28年） | 501,220                 | ←←←←                    | 705,211                 | 16                      | 1,206,447               | 0                      | 29,751             | 1,236,198          | 1,145,119          | 91,079             | 92.6           |
| 2017年（平成29年） | 507,306                 | ←←←←                    | 708,535                 | 2                       | 1,215,843               | 0                      | 26,701             | 1,242,544          | 1,165,776          | 76,768             | 93.8           |
| 2018年（平成30年） | 506,229                 | ←←←←                    | 709,644                 | 0                       | 1,215,873               | 0                      | 29,493             | 1,245,366          | 1,184,328          | 61,038             | 95.1           |
| 2019年（令和元年） | 512,301                 | ←←←←                    | 687,283                 | 1                       | 1,199,585               | 0                      | 34,350             | 1,233,935          | 1,229,466          | 4,469              | 99.6           |
| 2020年（令和2年）  | 392,885                 | ←←←←                    | 384,970                 | 0                       | 777,855                 | 0                      | 27,281             | 805,136            | 1,119,202          | △314,066           | 139.0          |

## メディア
短編映画「ひと駅、歩く」
豊橋を舞台にした映画『ひと駅、歩く』（俳優の谷口由里子が製作）で、渥美線が舞台に使われている。
愛知大学豊鉄部PR動画
愛知大学文学部メディア芸術専攻の学生による「豊鉄部」が制作したPR動画。2つの動画がYouTube上で公開されている。
- 渥美線推しポイント10連発
- 地域の足を支える公共交通